# Jos Stelling

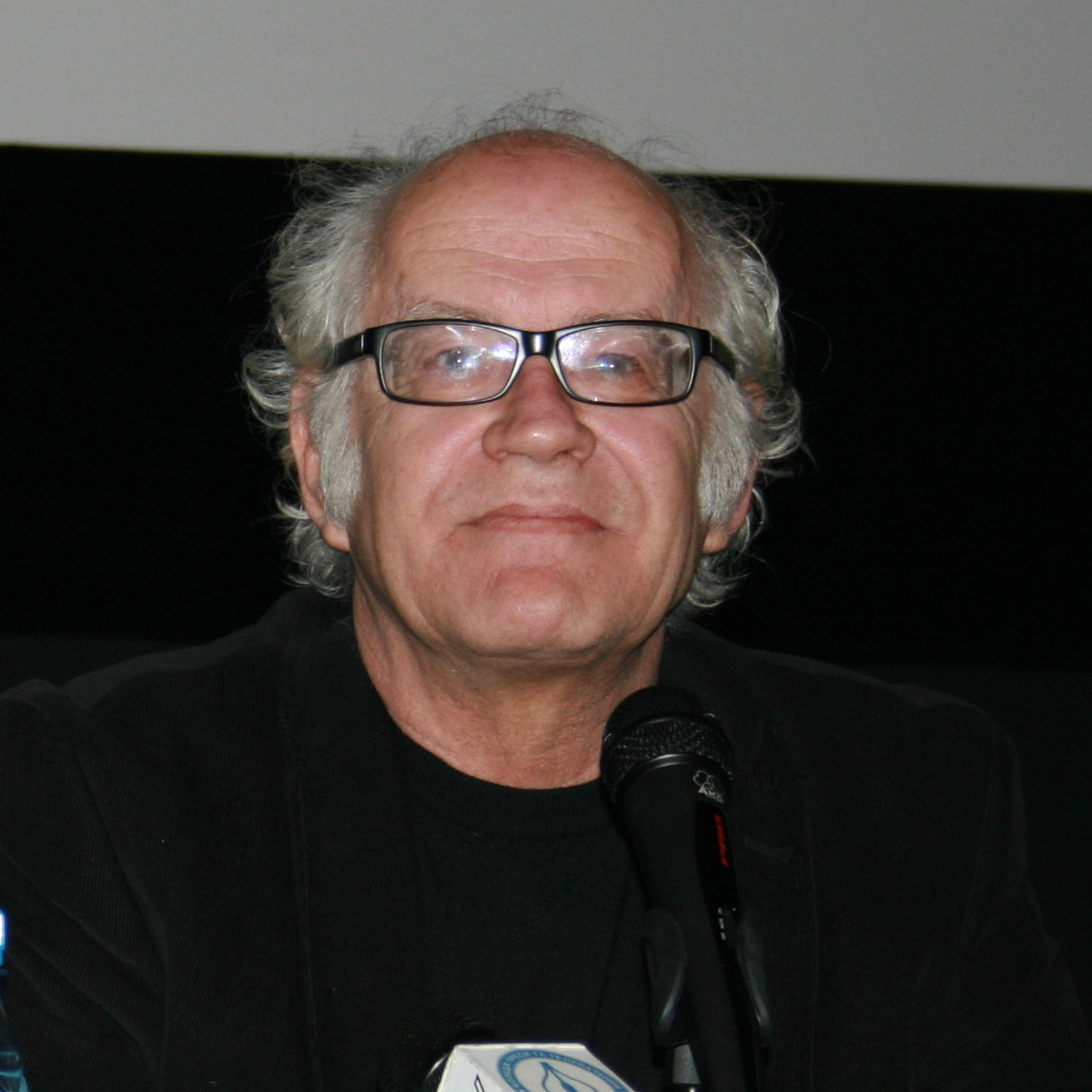
Jos Stelling

Jos Stelling (ur. 16 lipca 1945 w Utrechcie), holenderski scenarzysta, reżyser i producent filmowy.

## Jako scenarzysta
- Mariken van Nieumeghen (1974)
- Rembrandt fecit 1669 (1977)
- Udawacze (De Pretenders) (1981)
- Iluzjonista (De Illusionist) (1984)
- Zwrotniczy (De Wisselwachter) (1986)
- Poczekalnia (De Wachtkamer) (1995)
- Latający Holender(inne języki) (De vliegende Hollander) (1995)
- Opowieści erotyczne (Tales of Erotica) (1996)
- Ani pociągów, ani samolotów (No trains no planes) (1999)
- Stacja benzynowa (The Gas Station) (2000)

## Jako reżyser
- Mariken van Nieumeghen (1974)
- Elkerlyc (1975)
- Rembrandt fecit 1669 (1977)
- Udawacze (De Pretenders) (1981)
- Iluzjonista (film 1984)|Iluzjonista (De Illusionist) (1984)
- Zwrotniczy (De Wisselwachter) (1986)
- Latający Holender(inne języki) (De vliegende Hollander) (1995)
- Poczekalnia (De Wachtkamer) (1995)
- Opowieści erotyczne (Tales of Erotica) (1996)
- Ani pociągów, ani samolotów (No trains no planes) (1999)
- Stacja benzynowa (The Gas Station) (2000)
- The Gallery (2003)

## Jako producent
- Mariken van Nieumeghen (1974)
- Iluzjonista (De Illusionist) (1984)
- Latający Holender (De Vliegende Hollander) (1995)
- Ani pociągów, ani samolotów (No trains no planes) (1999)

## Jako producent wykonawczy
- Ani pociągów, ani samolotów (No trains no planes) (1999)

## Nagrody
- 1975: Mariken van Nieumeghen(inne języki) (nominacja) Złota Palma MFF – Cannes
- 1985: Iluzjonista(inne języki) Nagroda Publiczności najlepsza główna rola męska São Paulo – MFF
- 1986: Zwrotniczy(inne języki) Nagroda Publiczności najlepszy aktor São Paulo – MFF
- 1995: Latający Holender(inne języki) (nominacja) Złoty Lew MFF – Wenecja